# C. Limprecht
C. Limprecht (eller Limpricht) (født efter 1750 i Berlin, virksom 1781-1782) var en tysk silhuettør virksom i Danmark.
C. Limprecht udførte sine arbejder på en såkaldt silhuetmaskine og monterede sine klippede silhuetter i kobberstukne rammer. Under en del ser man hans signatur C:L:, men mange har i stedet et utydeligt F, for kobberstikkeren Johan Gottlieb Friedrich, der i de tilfælde har stået for rammen. Seks brystbilleder, indklæbede i ramme, kostede en Rigsdaler og tre Mark. For ganske små silhuetter til at sætte i ringe tog han fra en til to Rigsdaler, alt eftersom de skulle opklæbes på papir, perlemor eller elfenben.
De fleste af hans værker findes i Det Kongelige Bibliotek.

## Silhouetterede personer
Denne liste er ufuldstændig; hjælp gerne med at udfylde den.

### Fyrstelige personer
- Arveprins Frederik
- Christian VII
- Frederik VI
- Frederik Carl Ferdinand af Braunschweig-Lüneburg-Bevern
- Juliane Marie af Braunschweig-Wolfenbüttel
- Louise Augusta af Danmark
- Sophie Frederikke af Mecklenburg-Schwerin

### Adelige personer
- Magnus Ernst von Fircks
- August Hennings
- Adolph Sigfried von der Osten
- Engel Schack

### Borgerlige personer
- Selvportræt
- Jens Bang
- Christian Samuel Barth
- Hans Beck
- Erik Branth
- Ferdinand Braun
- John Brown
- Thomas Bruun
- Johan Frederik Classen
- Peter Cramer
- Nicolai Dajon
- Carl Ferdinand Degen
- Jacob Drejer
- Carsten Ehlers
- Erich Erichsen
- Mauritz Frydensberg
- W.H.R.R. Giedde
- Søren Gyldendal
- Eiler Hammond
- Juliane Marie Jessen
- Jørgen Kierulf
- Christian Knudsen
- Thomas Hammond Meldahl
- Peter Meyn
- Nicolaus Møller
- Hans Næss
- Christen Henriksen Pram
- Christian Gottlob Proft
- Knud Lyne Rahbek
- Jørgen Henrich Rawert
- Niels Ditlev Riegels
- Ditlev Ludvig Rogert
- Michael Rosing
- Hans Christian Sneedorff
- Thomas Thaarup
- Johann Clemens Tode
- Peder Kofod Trojel
- Jens Wadum
- Peter Caspar Wessel-Brown
- Hans West
- Frederik Christian Winsløw
- Franz Peter Zeyer
- Hans Hinrich Zielche
- Johan Zoëga